# Google Messages
Ne doit pas être confondu avec Google Talk.
Google Messages (anciennement connu sous le nom de Messenger, Android Messages, et Messages by Google) est une application de messagerie textuelle développée par Google pour les systèmes d'exploitation Android et Wear OS. Le service est également disponible en tant qu'application Web.
La plate-forme de messagerie universelle officielle de Google pour l'écosystème Android, utilise les SMS et les services de communication enrichis (RCS). À partir de 2023, Google a activé le RCS par défaut sur les appareils Android participants, de manière similaire à l'implémentation d'iMessage sur les appareils Apple.

## Histoire
Le code original de la messagerie SMS de Android a été publié en 2009, en étant intégré au système d'exploitation. Il a été publié en tant qu'application autonome, indépendante de Android, avec la sortie de Android 5.0 Lollipop en 2014. À ce moment, il remplace Google Hangouts comme application SMS par défaut de la gamme de téléphones Nexus de Google.
En 2018, Messages adopte le RCS et évolue pour envoyer des fichiers plus volumineux, se synchroniser avec d'autres applications et même créer des messages groupés. Cette mise à jour a préparé le terrain pour le lancement de Messages pour le web.
En décembre 2019, Google a commencé à introduire la prise en charge de la messagerie Rich Communication Services (RCS) via un service RCS hébergé par Google, appelé dans l'interface utilisateur « fonctionnalités de chat ». Cela a été suivi par un déploiement mondial plus large tout au long de 2020.
L'application a dépassé le milliard d'installations en avril 2020, doublant ainsi son nombre d'installations en moins d'un an.
Initialement, le standard RCS ne prenait pas en charge le chiffrement de bout en bout. En juin 2021, Google a introduit le chiffrement de bout en bout dans Messages à l'aide du protocole cryptographique de la messagerie Signal, pour toutes les conversations individuelles basées sur RCS,,,, pour toutes les discussions de groupe RCS en décembre 2022, pour les utilisateurs bêta,, et pour tous les utilisateurs RCS en août 2023. À cette date, Google active le chiffrement de bout en bout par défaut.
À partir du Samsung Galaxy S21, Messages remplace l'application Messages interne de Samsung comme application de messagerie texte par défaut pour One UI pour certaines régions et certains opérateurs. En avril 2021, l'application a commencé à recevoir des modifications d'interface utilisateur sur les appareils Samsung pour suivre les aspects de One UI, notamment en déplaçant le haut de la liste des messages vers le milieu de l'écran pour améliorer l'ergonomie,.
En février 2023, Google a commencé à remplacer les références aux « fonctionnalités de chat » dans l'interface utilisateur de Messages par « RCS ». En août 2023, Google a annoncé que Messages utiliserait RCS par défaut pour tous les utilisateurs, à moins qu'ils ne s'y opposent, afin de leur permettre de bénéficier d'une messagerie sécurisée. En décembre 2023, avec l'arrivée d'une multitude de nouvelles fonctionnalités, l'application a été renommée « Google Messages ».
En juillet 2024, Samsung a annoncé qu'il ne préinstallerait plus Samsung Messages sur ses appareils Galaxy dans certaines régions, à commencer par le Galaxy Z Fold 6 et Flip, privilégiant plutôt Google Messages.

## Fonctionnalités
Certaines des fonctionnalités les plus importantes de Google Messages sont :
- envoyez des messages texte et vocaux instantanés dans des conversations individuelles ou de groupe via des données mobiles et Wi-Fi, via Android, Wear OS ou le Web ;
- chiffrage de bout en bout pour les chats RCS[19];
- saisie, envoi, livraison et statut de lecture ;
- répondez et réagissez à des messages spécifiques ;
- partagez des fichiers et des photos haute résolution ;
- transcriptions de messages vocaux ;
- programmez des messages ;
- rappels intégrés à l'application pour les anniversaires et les messages auxquels vous n'avez pas répondu après un certain temps avec Nudges[26];
- intégration étroite avec l'écosystème Google, par exemple Google Agenda[26], Meet[27], Maps[28], YouTube[29], Photos[30], Contacts, Assistant[31], Recherche, Navigation sécurisée, etc. ;
- interface Web : les utilisateurs peuvent visiter https://messages.google.com/web et soit se connecter avec leur compte Google, soit scanner le code QR qui s'affiche avec leur smartphone pour accéder à une version Web (plus limitée que l'application Android) de Messages qui leur permet d'envoyer et de recevoir des messages, à condition que le smartphone reste connecté[32];
- reconnaissance du numéro de téléphone : l'application affiche le pays et la province de l'appelant. De plus, elle peut afficher le nom de l'entreprise ou un avertissement concernant les appels indésirables si le numéro est enregistré dans une base de données[33];
- accès au chatbot Gemini sur certains appareils Pixel et Galaxy[34].